# طائر الغرب
طائر الغرب (الاسم العلمي:†Hesperornis) هو جنس منقرض من الزواحف يتبع فصيلة طيور الغرب من الطيريات الصدرية.